# بطارية بيرمان
يعرف تأثير بطارية بيرمان في مجال الفيزياء الفلكية بأنه عملية ينتج فيها مجال مغناطيسي ضعيف يتسبب بدوره في إنتاج مجالات مغناطيسية أقوى، وذلك على الرغم من أن قيمة البارمترات المبدئية التي أدت إلى وجوده تساوي صفر. وتنتج حركة نسبية بين الإلكترونات والأيونات عن طريق الدوران. واكتشف العالم لودفيج بيرمان هذه الظاهرة عام 1950.
يمكن استنتاج حدوث هذه الظاهرة رياضيًا عن طريق اشتقاقها من معادلة الزخم الخاصة بتيار الإلكترونات الحر، مع الأخذ في الاعتبار تأثير قوى المجال الكهربي والضغط فقط:
{\displaystyle m_{e}{d{\vec {v}}_{e} \over dt}=-e{\vec {E}}-{\nabla p_{e} \over n_{e}}}.
وفي حالة التعامل مع ظواهر تحدث بمعدل زمني بطئ، يمكن إهمال الطرف الأيسر من المعادلة. والمعادلة الناتجة ما هي إلا صورة من صور قانون أوم:
{\displaystyle {\vec {E}}=-{\nabla p_{e} \over en_{e}}}
وجميع الحدود الأخرى التي تظهر في الصورة العامة لقانون أوم مهملة في هذه الحالة، وذلك لأنها في العادة تختفي في حالة عدم وجود مجال مغناطيسي، ولا يمكن أن تولد مجالًا بشكل عفوي. ويمكن اشتقاق علاقة خاصة بالمجال المغناطيسي عن طريق التعويض بالمعادلة السابقة في معادلة فاراداي الخاصة بالحث الكهرومغناطيسي كما يلي:
{\displaystyle {\partial {\vec {B}} \over \partial t}={1 \over en_{e}}\nabla T_{e}\times \nabla n_{e}}
ونتبين من العلاقة السابقة أن هذا المجال يتولد بشكل عفوي، أي تحت تأثير بارامترات صفرية، وذلك في حالة وجود تدرجات غير متوازية في توزيع درجة حرارة الإلكترونات وكثافتها (أي أن مجال تدرج كلًا من دالة توزيع درجة الحرارة ودالة الكثافة هو مجال دوراني أو غير محافظ).